# 比雅·扎內拉托
比雅特麗斯·「比雅」·扎內拉托·若昂（葡萄牙語：Beatriz "Bia" Zaneratto João，1993年12月17日—）是巴西職業女子足球運動員，司職前鋒，現效力國家女子足球聯賽球隊堪薩斯城潮流和巴西國家女子足球隊。
扎內拉托曾代表巴西出戰4屆國際足協女子世界盃（2011年、2015年、2019年、2023年）、2屆奧運女子足球比賽（2016年、2020年）和2屆美洲女子國家盃（2018年冠軍、2022年冠軍）。她曾長期效力於南韓女足聯賽的仁川現代製鐵紅天使，幫助隊伍在7個賽季獲得7次聯賽冠軍。

## 外部連結
- 比雅·扎內拉托 – FIFA國際賽競賽紀錄 (存檔)
- Soccerway資料庫：比雅·扎內拉托
- Santos FC player profile，存档于（存檔日期 2010-04-21）
- 比雅·扎內拉托 （页面存档备份，存于）在堪薩斯城潮流